# 小笠原直経
小笠原 直経（おがさわら なおつね）は、江戸時代前期の旗本。

## 略歴
元和4年（1618年）、旗本・小笠原経治の三男として誕生。
寛永13年（1636年）12月28日、3代将軍・徳川家光に拝謁し、後に「修身論」の序文及び目録を将軍の台覧に供ずる。寛文11年（1671年）12月8日、式正の弓矢を献上し、時服2領、羽織1領、黄金3枚を賜る。延宝6年（1678年）11月3日、家伝の弓箭及び射法に関する書20冊と軸物6巻、諸礼法に関する書20冊と軸物3巻、乗馬や手綱に関する書10冊と軸物3巻を献上した。
同年に死去。享年61。家督は四男・常春が継承した。